# Чавес Крус, Лукас
Лу́кас Лео́нидас Ча́вес Крус (исп. Lucas Leónidas Chávez Cruz; род. 17 апреля 2003, Санта-Крус-де-ла-Сьерра) — боливийский футболист, нападающий клуба «Боливар» и сборной Боливии.

## Клубная карьера
Чавес — воспитанник клуба «Боливар». 2 мая 2021 года в матче против «Реал Тамаяпо» он дебютировал в боливийской Примере. 20 апреля 2022 года в поединке против «Университарио» Лукас забил свой первый гол за «Боливар». В том же году он помог клубу выиграть чемпионат. 

## Международная карьера
В 2023 году в составе молодёжной сборной Боливии Чавес принял участие в молодёжном чемпионате Южной Америки в Колумбии. На турнире он сыграл в матчах против сборных Венесуэлы, Эквадора, Чили и Уругвая.

## Достижения
Клубные
 «Боливар»
- Победитель боливийской Примеры — 2022